# ألاغوينها، بارايبا
ألاغوينها، بارايبا بلدية في ولاية بارايبا في المنطقة الشمالية الشرقية من البرازيل.